# Foro Estratégico de Bled
El Foro Estratégico de Bled es una plataforma global para desarrollar e intercambiar puntos de vista sobre la sociedad moderna y su futuro.
Comprometido con la creación de un mundo sostenible, ofrece conocimientos estratégicos y soluciones a los problemas más urgentes de hoy y del mañana. 
Como plataforma de inclusión y diversidad, se esfuerza por conectar a tantas partes interesadas diferentes como sea posible y difundir sus puntos de vista a través de eventos, debates, mesas redondas, proyectos, análisis y publicaciones. 

## Conferencia internacional Foro estratégico de Bled
La conferencia internacional anual Foro estratégico de Bled, que se celebra en Bled, Eslovenia, conecta a participantes de diferentes ámbitos con diversos conocimientos y fomenta el intercambio de opiniones y el desarrollo de ideas para resolver problemas actuales y futuros retos. La conferencia es también una excelente oportunidad para reuniones seleccionadas y networking con las partes interesadas regionales y globales.
La conferencia tiene lugar tradicionalmente a finales de verano (justo antes de la sesión de septiembre de la Asamblea General de la ONU) y cada año tiene un título diferente, que es la guía del contenido de los eventos. 
El Foro estratégico de Bled es un proyecto intergubernamental de la República de Eslovenia que aborda muchos desafíos a los que se enfrenta la comunidad internacional, incluidas áreas clave como el desarrollo, los derechos humanos, la paz y la seguridad, que también son prioridades de la política exterior de Eslovenia. Al ser el proyecto de política exterior más visible y consolidado, es también la herramienta más poderosa de la diplomacia pública eslovena.

### Historia
El Foro Estratégico de Bled se organizó por primera vez en 2006, cuando Eslovenia emprendió con decisión su camino de integración europea y euroatlántica, tras su incorporación en la UE y la OTAN en 2004. El BSF fue el resultado de la exitosa presidencia de Eslovenia en la OSCE. La ciudad de Bled fue elegida como lugar del evento debido a su popularidad y ubicación en el pintoresco paisaje de los Alpes. Desde el principio, el deseo fue que el BSF se convirtiera en un lugar para reuniones informales, donde los participantes de alto rango de diferentes ámbitos pudieran mezclarse y discutir sobre los diferentes desafíos políticos, de seguridad y de desarrollo a los que se enfrentan Europa y el mundo.
El foro fue concebido como un espacio que reuniera a participantes de diferentes ámbitos con una amplia variedad de conocimientos y fomentara el intercambio de opiniones y la búsqueda de soluciones innovadoras a los desafíos de hoy y de mañana. Además, es una excelente oportunidad para diferentes encuentros bilaterales y multilaterales y el networking con destacadas figuras regionales y globales del mundo de la diplomacia, la política, la economía, la ciencia y la innovación.
Con el paso de los años, el Foro estratégico de Bled se ha convertido en una conferencia internacional líder en Europa Central y Sudoriental. En 2011, el programa BSF se enriqueció con el foro estratégico para jóvenes Young BSF. Este evento paralelo que inicialmente duraba un día es ahora una conferencia internacional independiente de tres días para jóvenes participantes, que está inseparablemente integrada en el marco del BSF. De 2012 a 2019 el programa también incluyó el BSF de negocios (Business BSF), que luego se convirtió en una parte integral del programa principal.

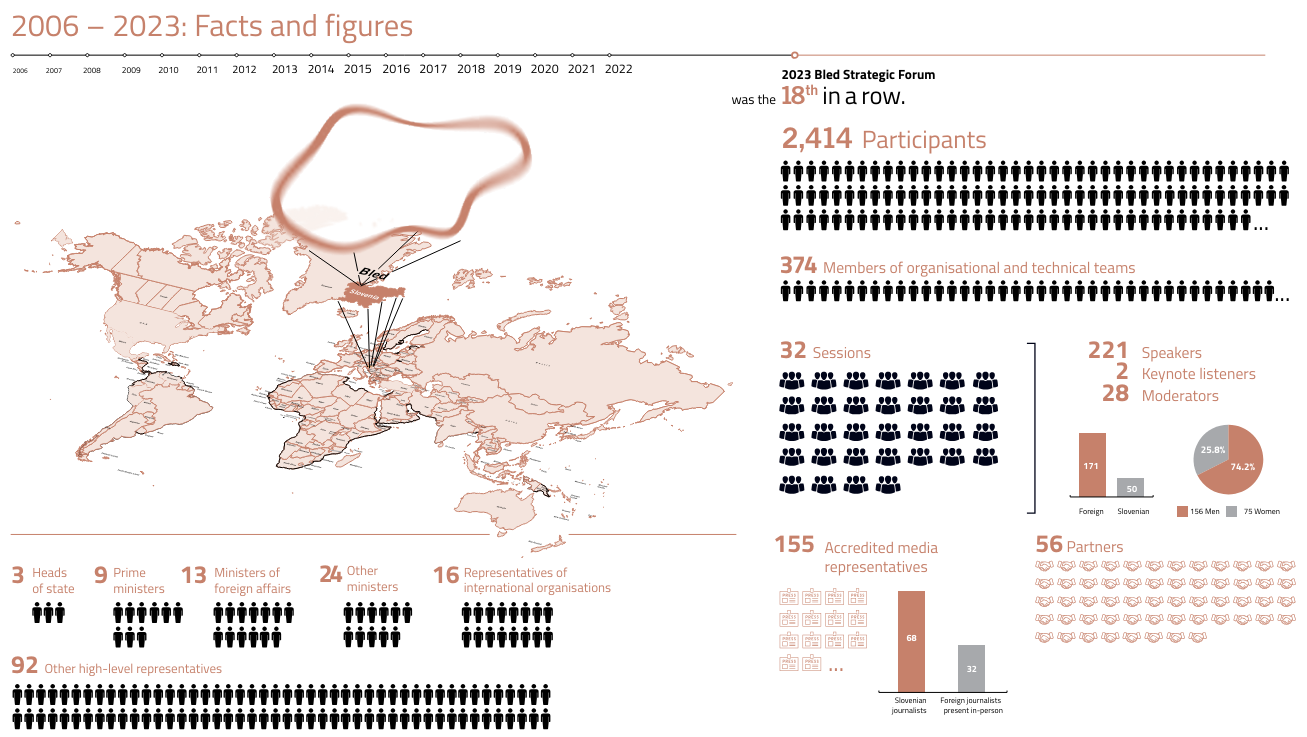
Datos y cifras del Foro Estratégico de Bled 2023

En todos estos años, el BSF ha acogido a unos 60 jefes de Estado y de Gobierno, 380 ministros, 150 representantes de organizaciones internacionales, más de 250 representantes de think tanks y 1.500 representantes de los medios de comunicación.

### Oradores notables
- Charles Michel, Presidente del Consejo Europeo [4]
- Ursula von der Leyen, presidenta de la Comisión Europea [5]
- Josep Borrell, Alto Representante de la Unión Europea, La gran responsabilidad de Europa, 2020
- Michelle Bachelet, Alta Comisionada de las Naciones Unidas para los Derechos Humanos [6]
- María Fernanda Espinosa, Presidenta de la 73 Asamblea General de las Naciones Unidas [7]
- Miroslav Lajčák, Presidente de la 72.ª Asamblea General de las Naciones Unidas [8]
- Slavoj Žižek, filósofo esloveno
- Volodymyr Zelenskyy, presidente de Ucrania
- Tony Blair, primer ministro del Reino Unido
- Katarina Čas, actriz eslovena
- Enrico Letta, miembro de la Cámara de Diputados de Italia
- Sebastian Cavazza, actor esloveno

#### Pacto de Bled
En su discurso en la conferencia internacional Foro estratégico de Bled 2023 Charles Michel, presidente del Consejo Europeo, fijó el objetivo de que la UE y los Balcanes Occidentales, estén preparados para la expansión en 2030. Este discurso se conoce como el Pacto de Bled.

### Ediciones pasadas
- 2023: Solidaridad por la seguridad global
- 2022: ¿El gobierno del poder o el poder de las reglas?
- 2021: El futuro de Europa
- 2020: Retos y oportunidades en el mundo post-Covid-19; vecinos - regiones - mundo global: ¿socios o rivales?
- 2019: Fuentes de (in)estabilidad
- 2018: Cerrar la brecha
- 2017: Nueva realidad
- 2016: Seguridad del futuro
- 2015: ¡El futuro está en colaborar!
- 2014: El poder de la confianza
- 2013: Los cambios en Europa y en el mundo
- 2012: Europa y un nuevo orden mundial
- 2011: El poder del futuro
- 2010: El mundo en la próxima década
- 2009: La política de la crisis económica: cambio económico y geopolítico en Europa y Eurasia
- 2008: Energía y cambio climático: Si.nergia para el futuro
- 2007: Unión Europea 2020: expansión e integración
- 2006: Reformas políticas y desarrollo sostenible en el Cáucaso Meridional [9]

## Colaboraciones
Con el deseo de convertir el Foro estratégico de Bled en una plataforma más amplia durante todo el año, los organizadores colaboran con conferencias y organizaciones relacionadas. Normalmente, en el marco de estas asociaciones se organizan reuniones conjuntas centradas en temas clave, lo que es confirmado por el Foro estratégico de Bled. 
En 2024, el Foro estratégico de Bled fue coorganizador del debate en la Conferencia de Seguridad de Múnich. Los organizadores del BSF participaron en la conferencia Raisina Dialogue en Nueva Delhi. Ese mismo año, en colaboración con el grupo de expertos del centro Centro para China y la Globalización tuvo lugar en Pékin una mesa redonda sobre el cambio climático y la resiliencia global.  
Con el BSF también trabajan en estrecha colaboración los siguientes colaboradores: Interpeace, BMW Foundation, Global Diplomacy Lab, y otros.

## Secretarios generales
El secretario general del Foro estratégico de Bled es responsable de gestionar el desarrollo y la preparación de los eventos durante todo el año. 
| Comienzo | Final | Nombre              |
| -------- | ----- | ------------------- |
| 2016     | -     | Peter Grk           |
| 2013     | 2015  | Alain Brian Bergant |
| 2010     | 2012  | Miriam Možgan       |
| 2009     | 2009  | Melita Gabrič       |
| 2006     | 2008  | Darja Bavdaž Kuret  |

## Foro estratégico de Bled para jóvenes
El Foro estratégico de Bled para los jóvenes (Young BSF) es un foro especial que permite el encuentro de una amplia variedad de líderes jóvenes y ofrece una plataforma para intercambiar puntos de vista e ideas y forjar vínculos con compañeros, caras nuevas en la política, en el activismo, en la diplomacia y en la academia de todo el mundo. Cada año, atrae a un grupo de jóvenes líderes que, a través de diálogos interactivos sobre desafíos más importantes, exploran enfoques innovadores para crear soluciones. Este foro para jóvenes se ha consolidado como una forja de ideas y se ha convertido en un catalizador para promover el cambio.
El BSF para jóvenes crece y cambia cada año. Otros temas pasan a primer plano y se desarrollan ideas, pero los objetivos principales permanecen claros. El objetivo del foro para jóvenes es conectar a los líderes jóvenes más destacados de Eslovenia y del extranjero y ofrecerles un espacio estimulante para el debate y el networking.

### Historia
El primer BSF para jóvenes se celebró en 2011 bajo el título El poder del futuro. Se creó con el deseo de conectar a estudiantes ambiciosos y futuros jóvenes profesionales de la diplomacia, el mundo académico y del think tank en Europa y en la Cuenca del Mediterráneo.
Desde entonces, el BSF para jóvenes ha evolucionado desde un evento paralelo de un día con algunos debates al margen del BSF a una conferencia internacional independiente de tres días para jóvenes participantes de todo el mundo. Está organizado por separado del BSF, pero permanece afiliado a él.

### Ediciones pasadas
- 2023: Mitigamos el efecto de la mariposa [17]
- 2022: Democracia para una nueva era [18]
- 2021: El futuro de Europa: la juventud en el centro [19]
- 2020: El nuevo papel de los jóvenes en la sociedad
- 2019: La juventud como recurso para el futuro
- 2018: Seguridad sostenible: el papel de los jóvenes para reducir las brechas
- 2017: Realidad (des)conectada
- 2016: Generación de ciudadanos globales
- 2015: Construyendo el futuro
- 2014: Potencial de confianza
- 2013: Contradicciones intergeneracionales
- 2012: BSF para jóvenes
- 2011: El poder del futuro

## enlaces externos
- Página web oficial

- Datos: Q126551531